# شهرستان وانزای
شهرستان وانزای (به لاتین: Wanzai County) یک شهرستان‌های جمهوری خلق چین در چین است که در یچان واقع شده‌است.